# Krížna (Velká Fatra)
Krížna (1574 m n. m.) je hora ve Velké Fatře jejíž vrchol leží na území obce Liptovské Revúce na Slovensku. Představuje svorník, do kterého se sbíhají celkem čtyři hřebeny. Na sever, kde hora sousedí s vrcholem Dlhý grúň (1560 m), vybíhá hlavní velkofatranský hřeben. Další hřeben směřuje východním směrem, kde pokračuje přes Rybovské sedlo (1317 m) směrem k podcelku Zvolen. Jihovýchodním směrem je vysunut krátký výběžek směřující přes vrchol Líška (1445 m) k vrcholu Majerova skala (1283 m). Čtvrtý hřeben směřuje na západ k vrcholu Kráľova skala (1377 m). Asi v polovině vzdálenosti k tomuto vrcholu vybíhá z hřebene k jihu ještě krátká rozsocha s vrcholem Malá Krížna (1319 m). Severozápadní svahy Krížne spadají do údolí Rovne (horní partie Dedošové doliny), severovýchodní do horní části Suché doliny, jihovýchodní do údolíRybie a jihozápadní do údolí Veľká Ramžiná. Travnatý vrchol je dobrým rozhledovým bodem. Nachází se zde oplocené zařízení slovenské armády sloužící mimo jiné k řízení leteckého provozu. Úbočí hory jsou významnými lavinózními terény.

## Přístup
- po  červené turistické značce č. 0801 (Cesta hrdinů SNP) z rozcestí Kráľova studňa nebo z Rybovského sedla
- po  červené turistické značce č. 0870 (Velkofatranská magistrála) z vrcholu Ostredok
- po  modré turistické značce č. 2628 z rozcestí Pod Líškou